# Менье, Константин
Константи́н Мёнье́, Константен Эмиль Менье́ (нидерл. Constantin Meunier; 12 апреля 1831, Эттербек, Бельгия — 4 апреля 1905, Иксель, Бельгия) — бельгийский скульптор и живописец, представитель реалистического направления. Большую часть своих произведений в скульптуре посвятил изображению тяжёлого физического труда простых людей. Отец живописца и гравёра Шарля Менье (1864—1894), младший брат рисовальщика и гравёра Жана-Батиста Менье (1821—1900), а также дядя художника-плакатиста Анри Менье (1873—1922) и зять Огюста Данса, гравёра.

## Биография
Константин Менье, родившийся 12 апреля 1831 года в Эттербеке (коммуна Брюссельского столичного региона) был вторым сыном и пятым из шести детей Симона Луи Менье (1789—1835), сборщика налогов, и Мари Катрин, известной как Шарлотта-Тильмонт (1789—1868). Менье родился в традиционно рабочем районе на окраине Брюсселя. Его семья была бедна и страдала от негативных экономических последствий, вызванных Бельгийской революцией, которая произошла за год до рождения Менье. С детства он был знаком с тяжёлым социальным положением и зачастую нищенским существованием рабочих угледобывающего региона и их семей. Отец будущего художника покончил жизнь самоубийством, когда ему было всего четыре года.
Вдова, не имея средств, поселилась с семьей в Пти-Саблон, и в принадлежавшем ей здании открыла магазин модной одежды, сдавала комнаты художникам. Менье начал свой творческий путь как живописец, однако с 1866 года художника Шарля де Гру, работал почти исключительно над скульптурой. Учился у старшего брата — Ж. Б. Менье, и с четырнадцати лет в Академии изящных искусств в Брюсселе у Ф.-Ж. Навеза. С 1848 года учился у скульптора Луи Жеотте (англ.), в 1852 году брал частные уроки у скульптора Шарля-Аугуста Фрайкена (фр.).
В 1851 году знакомство с картиной Гюстава Курбе «Дробильщики камня» заставила его усомниться в способности скульптуры адекватно представлять современные социальные и художественные проблемы, которые его волновали. Поэтому Менье на некоторое время отказался от скульптуры в пользу живописи.
В 1862 году Константин Менье женился на Леокадии Горно, пианистке из Перпиньяна (1832—1906). У супругов было пятеро детей, старший из которых Поль, родившийся в 1863 году, умер вскоре после рождения. Затем родились Шарль (1864—1894), художник, Шарлотта (1866—1942), Жорж (1868—1894) и Жанна (1871—1929).
В 1868 году Константин Менье вступил в «Вольное общество изящных искусств» (Société libre des beaux-arts), созданное прогрессивными художниками в качестве реакции на академизм. В 1869 году Менье стал членом Международного общества офортистов (Société internationale des aquafortistes), основанного в Брюсселе Фелисьеном Ропсом. После смерти Шарля де Гру в 1870 году Константин Менье снова посвятил себя исторической живописи, портретам и даже некоторым жанровым сценам.
Около 1880 года Менье получил заказ на иллюстрации тех частей «Описания Бельгии» Камилла Лемонье в «Le Tour du monde», которые касались шахтёров и фабричных рабочих. В 1882 году он был нанят правительством для копирования картины Педро де Кампаньи «Снятие с креста» в Севилье, а в Испании он написал такие характерные картины, как «Концерт в кафе», «Процессия в Страстную пятницу» и «Табачная фабрика в Севилье» (Брюссельская галерея). По возвращении в Бельгию он был назначен профессором в Академии изящных искусств Лувена.
В 1885 году он вернулся к скульптуре и создал статуи «Пудлер», «Молотник» (1886), «Рудничный газ» (1889, Брюссельская галерея), «Le Débardeur» (смоделирован в 1885 году; множество отливок было сделано им в 1889—1905 годах), «Се Человек!» (1891), «Старая шахтёрская лошадь» (1891), «Косарь» (1892), «Глеб» (1892), памятник отцу Дамьену в Лувене (1893), «Пудлер у печи» (1893), «Лошадь у пруда» на площади в северо-восточном квартале Брюсселя и две незаконченные работы: «Памятник труду» и «Памятник Эмилю Золя» в сотрудничестве с французским скульптором Александром Шарпантье.
В 1893 году Константин Менье сотрудничал с Пьером Шарлем Ван-дер-Стаппеном, работая над украшением Ботанического сада Брюсселя (фр.). С 1894 по 1898 годы под их руководством было выполнено пятьдесят две скульптуры (животные и растения, времена года, фонари и фонтаны).
«Памятник труду», приобретённый государством для Брюссельской галереи, состоит из четырёх каменных барельефов: «Промышленность», «Шахта», «Урожай» и «Гавань»; четырёх бронзовых статуй: «Сеятель», «Кузнец», «Шахтер» и «Предок»; и бронзовой группы «Материнство».
Менье был одним из основателей Общества свободных изящных искусств Брюсселя и членом Международного общества скульпторов, художников и граверов.
Менье был масоном и членом ложи «Друзья филантропов Великого Востока Бельгии» (Les Amis philanthropes du Grand Orient de Belgique) в Брюсселе.
Константин Менье скончался в своём доме на улице Аббай № 59 в Икселе 4 апреля 1905 года в возрасте семидесяти четырёх лет. Через три дня после религиозной церемонии в церкви Сен-Круа он был торжественно похоронен на кладбище Икселя в присутствии многочисленных друзей и деятелей культуры. Значительное собрание работ Константина Менье находится в музее его имени (фр.), расположенном в брюссельском Икселе.

## Оценки творчества
В письме Винсента Ван Гога брату Тео, написанном в 1889 году в Сен-Реми-де-Прованс, о Менье говорится в необычайно лестной форме: «Дорогой Тео, во всех своих произведениях Менье намного превосходит меня. В Брюсселе я видел его картины на выставке. Фактически, он единственный из всех бельгийских художников, оказавший на меня сильное влияние. Он рисовал рабочих-металлистов Боринажа и их процессию, направлявшуюся на рудник или на заводы. Его работы ярко выделяются как по цвету, так и по обработке. Он нарисовал всё то, чего я всегда мечтал достичь…».
Огюст Роден сказал о Менье: «Константин Менье — замечательный человек. Он обладает величием Милле. Он один из величайших художников века».
Коллекция его работ хранится в музее Константина Менье в Икселе, расположенном в бывшей мастерской художника, и в Лёвене. Его бронзовые скульптуры украшают площади и парки Бельгии и других стран Европы.

## Галерея
- Плавильня в Угре. Между 1885 и 1890. Холст, масло. Музей изящных искусств, Льеж
- Гавань. 1886. Холст, масло. Музей Менье, Иксель
- Возвращение шахтёров. Холст, масло. Музей Менье, Иксель
- Пудлинговщик (чугунолитейщик). 1886. Бронза. Муниципальный музей, Лёвен
- Конь на водопое. 1899. Бронза. Брюссель
- Памятник труду. Брюссель
- Докер из Фриденбрюке